# 戸塚テレビ中継局

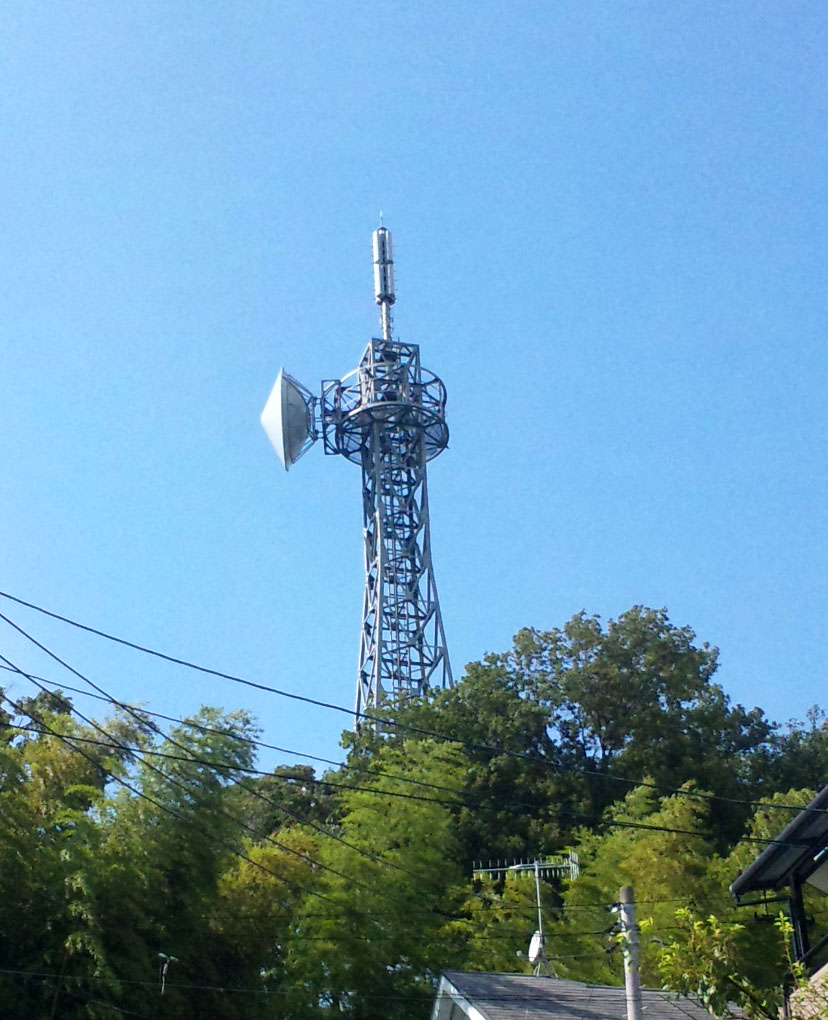
戸塚テレビ中継局

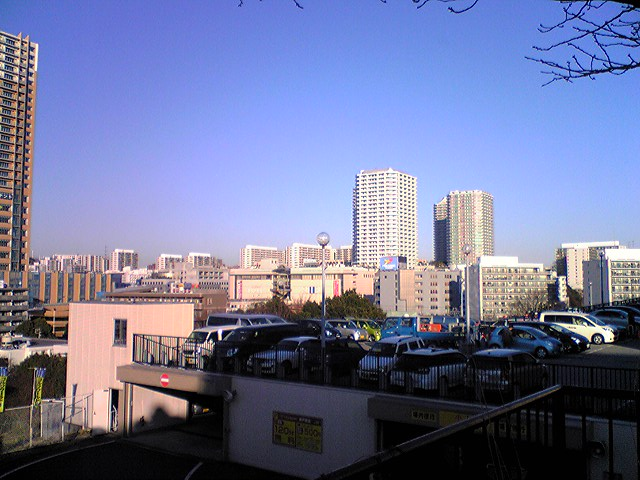
東戸塚駅周辺のタワーマンション群

戸塚テレビ中継局（とつかテレビちゅうけいきょく）は、神奈川県横浜市戸塚区に開局したデジタル放送中継局である。

## 概要
もともと横浜市戸塚区北東部の東戸塚駅周辺では、三浦丘陵の山陰や、東戸塚周辺の超高層タワーマンションのビル陰の影響で、タワーマンションの南西側の地域では、TVが映りにくく、横浜メディアサービスが運営するケーブルテレビを利用することが多かった。しかし横浜メディアサービスはデジタル放送にも対応していないため、その代わりとして、本中継所が設置された。
- 当テレビ中継局は、神奈川県内では初のデジタル単独中継局となった。
- 当初は泉区に設置予定であったが（その時点での中継局名は「横浜泉テレビ中継局」）、2009年7月に設置場所が戸塚区に変更され、現在の中継局名に変更された[1]。
- 2010年（平成22年）12月24日、デジタル中継局開局。
- 設置場所は、横浜市戸塚区秋葉町
- 放送エリアは、横浜市戸塚区、港南区、南区、保土ケ谷区、旭区、瀬谷区、泉区の各一部である。

## 送信施設概要
| リモコンキーID | 放送局名          | 物理チャンネル | 空中線電力 | ERP  | 放送対象地域                                      | 放送区域内世帯数 | 開局日   |
| -------------- | ----------------- | -------------- | ---------- | ---- | ------------------------------------------------- | ---------------- | -------- |
| 1              | NHK東京総合テレビ | 19ch           | 1W         | 3.1W | 関東広域圏 （茨城県、栃木県及び群馬県を含まない） | 104,070世帯      | 12月24日 |
| 2              | NHK東京教育テレビ | 26ch           | 1W         | 3.4W | 全国放送                                          | 104,070世帯      | 12月24日 |
| 3              | tvkテレビ神奈川   | 17ch           | 1W         | 3.1W | 神奈川県                                          | 104,070世帯      | 12月24日 |
| 4              | NTV日本テレビ     | 25ch           | 1W         | 3W   | 関東広域圏                                        | 104,070世帯      | 12月24日 |
| 5              | EXテレビ朝日      | 24ch           | 1W         | 3W   | 関東広域圏                                        | 104,070世帯      | 12月24日 |
| 6              | TBSテレビ         | 22ch           | 1W         | 3W   | 関東広域圏                                        | 104,070世帯      | 12月24日 |
| 7              | TXテレビ東京      | 23ch           | 1W         | 3W   | 関東広域圏                                        | 104,070世帯      | 12月24日 |
| 8              | CXフジテレビ      | 21ch           | 1W         | 3W   | 関東広域圏                                        | 104,070世帯      | 12月24日 |

- 偏波面は、水平偏波。